# شهرستان ونچورا (کالیفرنیا)
شهرستان ونچورا شهرستانی در قسمت جنوبی ایالت کالیفرنیا در آمریکا می‌باشد.
این شهرستان با اقیانوس آرام نوار ساحلی تشکیل می‌دهد و بخش شمال‌غربی منطقه کلان‌شهری لس‌آنجلس را تشکیل می‌دهد.
بعضی مواقع این شهرستان ساحل طلا نامیده می‌شود و بعنوان یکی از امن‌ترین مناطق مسکونی در کشور معروف است.

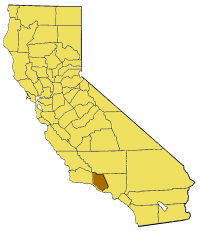
موقعیت شهرستان ونچورا در ایالت کالیفرنیا

همچنین این شهرستان یکی از مناطق ثروتمند در ایالت متحده شناخته می‌شود.
این شهرستان یکی از صد شهرستان با درآمد بالا در کشور و همچنین ششمین شهرستان ثروتمند کالیفرنیا می‌باشد.
رنج متوسط قیمت خانه بین ۴۰۰٬۰۰۰ تا ۲ میلیون دلار می‌باشد.
مطابق با سرشماری سال ۲۰۰۰ جمعیت این شهرستان معادل۷۵۳٬۱۹۷ نفر می‌باشد.
بخشداری آن ونچورا (بطور رسمی بوناونچورا شناخته می‌شود) می‌باشد و بزرگترین شهر آن اوکسنارد با جمعیت ۲۰۰٬۰۰۰ می‌باشد.